# Dave Coulier

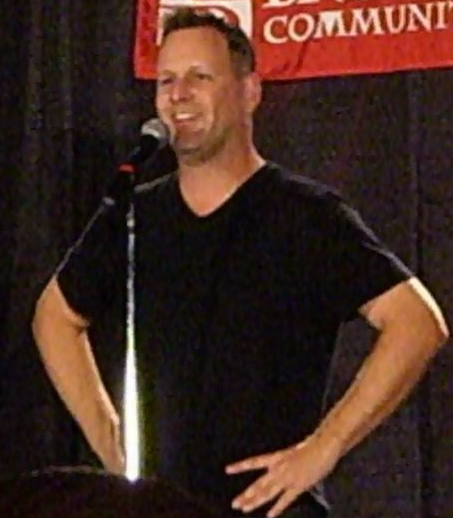
Dave Coulier (2010)

David „Dave“ Alan Coulier (* 21. September 1959 in Detroit, Michigan) ist ein US-amerikanischer Schauspieler, Synchronsprecher und Stand-Up-Comedian. Er ist unter anderem bekannt aus der Sitcom Full House.

## Karriere
Bekannt wurde Dave Coulier vor allem als Joey Gladstone in der Serie Full House. Nach dem Ende der Serie 1995 wurde es ruhig um ihn. Heute arbeitet Coulier vor allem als Synchronsprecher für Zeichentrickserien, wie beispielsweise in Robot Chicken. Auch war er in der Reality Show The Surreal Life 3 neben Brigitte Nielsen und Flavor Flav zu sehen.

## Privat
Von 1990 bis 1992 war er mit Jayne Modean verheiratet. Die beiden haben einen gemeinsamen Sohn. Danach war er mit Alanis Morissette liiert, die Beziehung ging allerdings 1993 in die Brüche. Coulier ist eng befreundet mit Stand-Up-Kollege Tim Allen, bekannt aus der US-Sitcom Hör mal, wer da hämmert.

## Filmografie (Auswahl)

### Als Schauspieler
- 1987–1995: Full House (Fernsehserie, 192 Folgen)
- 1990: Die reinste Hexerei (Free Spirit)
- 1994: Burkes Gesetz (Burke's Law, Fernsehserie, Folge 1x09)
- 1995: Superman – Die Abenteuer von Lois & Clark (Lois & Clark: The New Adventures of Superman, Fernsehserie, Folge 3x08)
- 1997–1998: George & Leo (Fernsehserie, vier Folgen)
- 1997: Sea World and Busch Gardens Adventures: Alien Vacation!
- 1999: Das dreizehnte Jahr (The Thirteenth Year)
- 2003: Die Stevens schlagen zurück (The Even Stevens Movie)
- 2007: Deckname Shredderman (Shredderman Rules)
- 2007: Eine Familie zu Weihnachten (The Family Holiday)
- 2009: Bob & Doug (Fernsehserie, vier Folgen)
- 2011: Can't Get Arrested (Fernsehserie, fünf Folgen)
- 2012: The Jadagrace Show (Fernsehserie)
- 2013: How I Met Your Mother (Fernsehserie)
- 2016–2020: Fuller House (Fernsehserie, 17 Folgen)
- 2019: Dollface (Fernsehserie, 1 Folge)

### Als Regisseur
- 2016–2020: Fuller House (sechs Folgen)

### Als Synchronsprecher
- 1985: Die Jetsons (The Jetsons)
- 1986–1991: Jim Henson’s Muppet Babies (Muppet Babies, Zeichentrickserie, 52 Folgen)
- 1987–1991: Die echten Ghostbusters (The Real Ghostbusters, Zeichentrickserie, 62 Folgen)
- 1987: Abenteuer über den Wolken (Yogi Bear and the Magical Flight of the Spruce Goose)
- 1988–1989: Die echten Ghostbusters 2 (Slimer! And the Real Ghostbusters, Zeichentrickserie, elf Folgen)
- 1992–1993: Arielle, die Meerjungfrau (The Little Mermaid, Zeichentrickserie, drei Folgen)
- 1997: Extreme Ghostbusters (Zeichentrickserie, zwei Folgen)
- 2002: Dexters Labor (Dexters Laboratory, Zeichentrickserie)
- 2003: Teen Titans (Zeichentrickserie, eine Folge)
- 2004: Felix der Kater rettet Weihnachten (Felix the Cat Saves Christmas)
- 2005–2008: Robot Chicken (Zeichentrickserie, sechs Folgen)
- 2006: Die verrückte Reise der Pinguine (Farce of the Penguins)